# Mustapha Farrakhan
Mustapha M. Farrakhan jr. (Harvey, 2 novembre 1988) è un ex cestista statunitense, professionista nella NBDL e in Australia. È il nipote di Louis Farrakhan.